# Cerkiew Świętych Kosmy i Damiana w Gwoździance
Cerkiew Świętych Kosmy i Damiana w Gwoździance – dawna cerkiew greckokatolicka, wzniesiona pod koniec XVIII wieku w Gwoździance.
Po 1947 użytkowana jako rzymskokatolicki kościół filialny Świętych Kosmy i Damiana parafii w Niebylcu.
Obiekt wpisany w 1979 do rejestru zabytków.

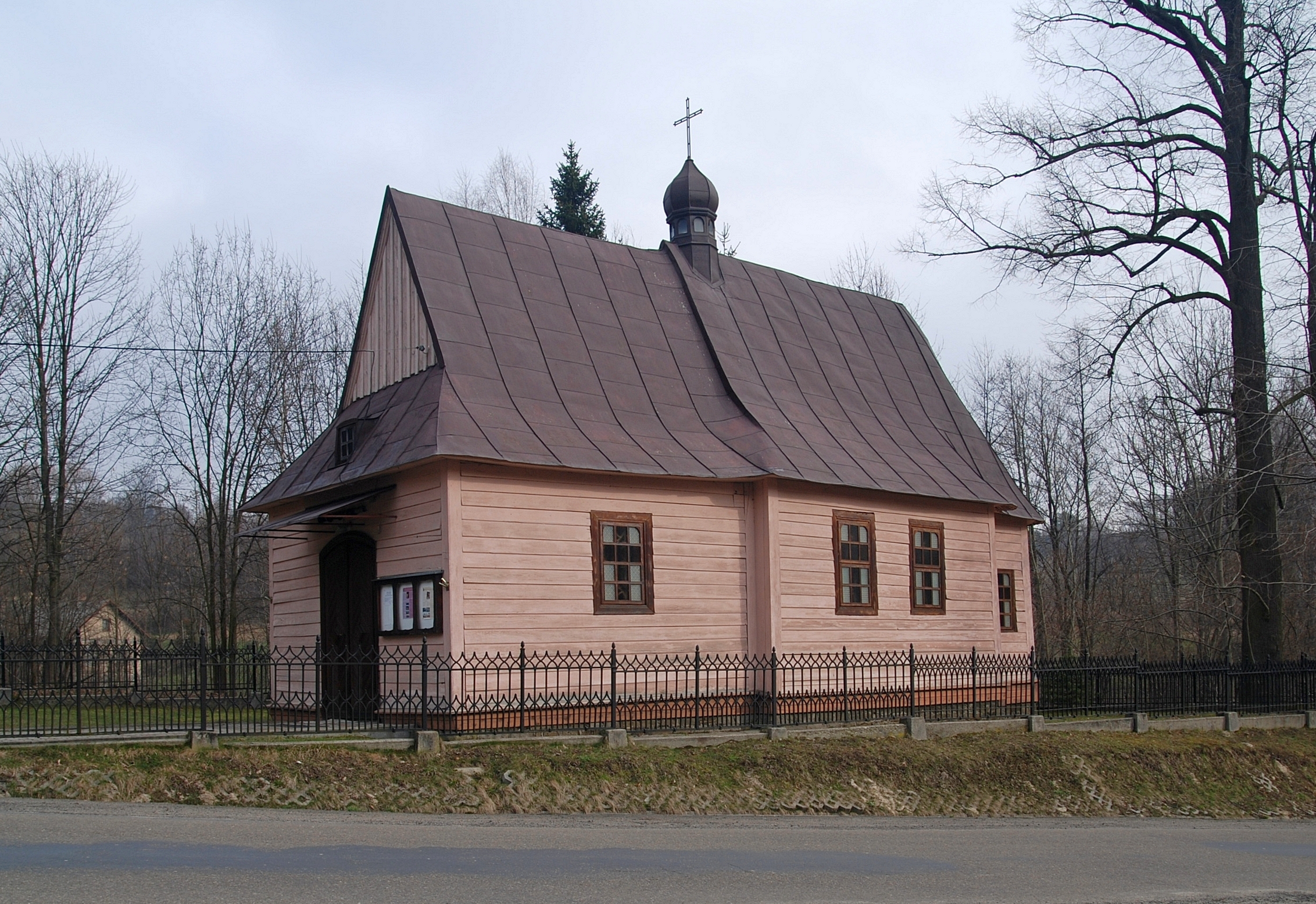
Elewacja południowa
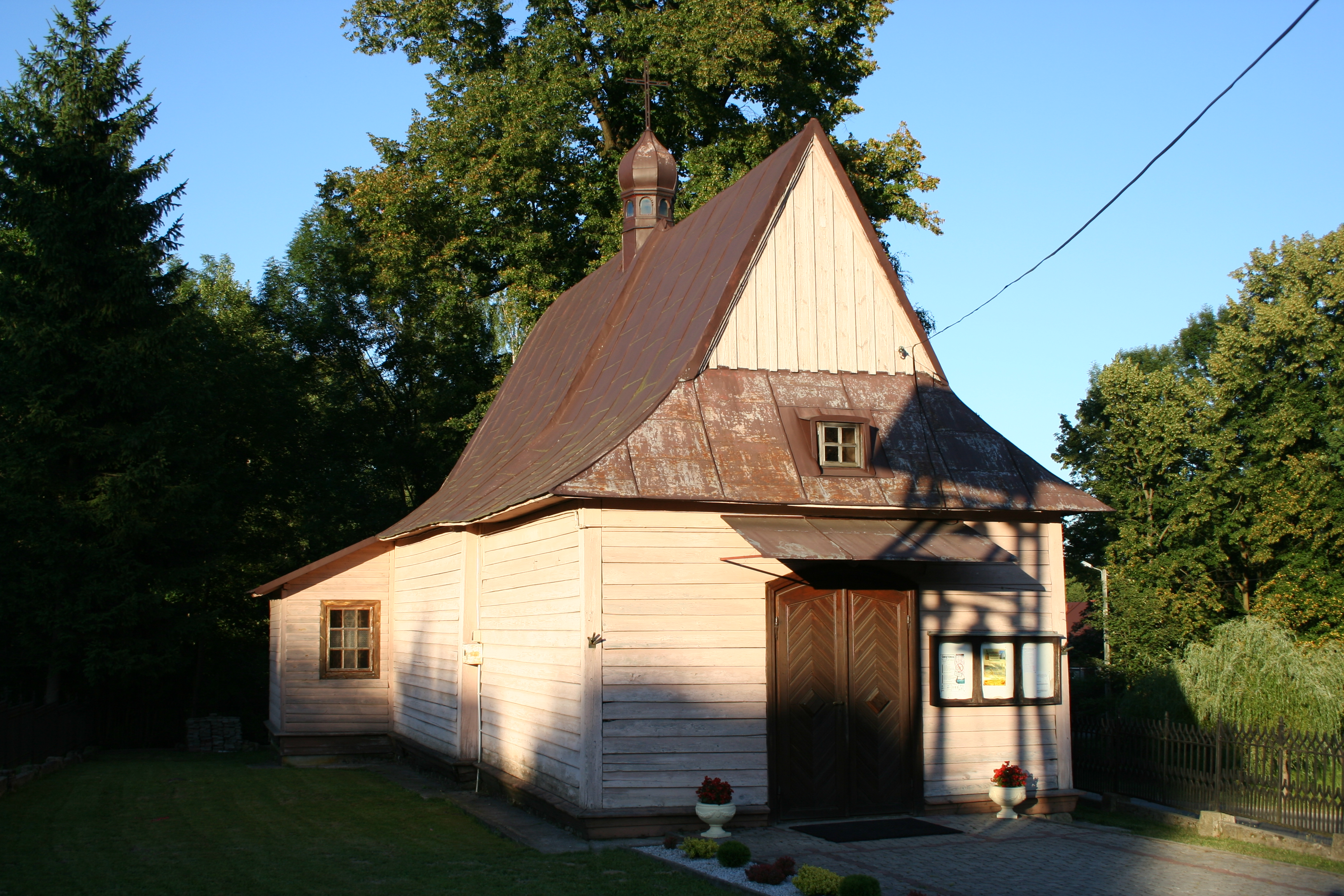
Elewacja frontowa
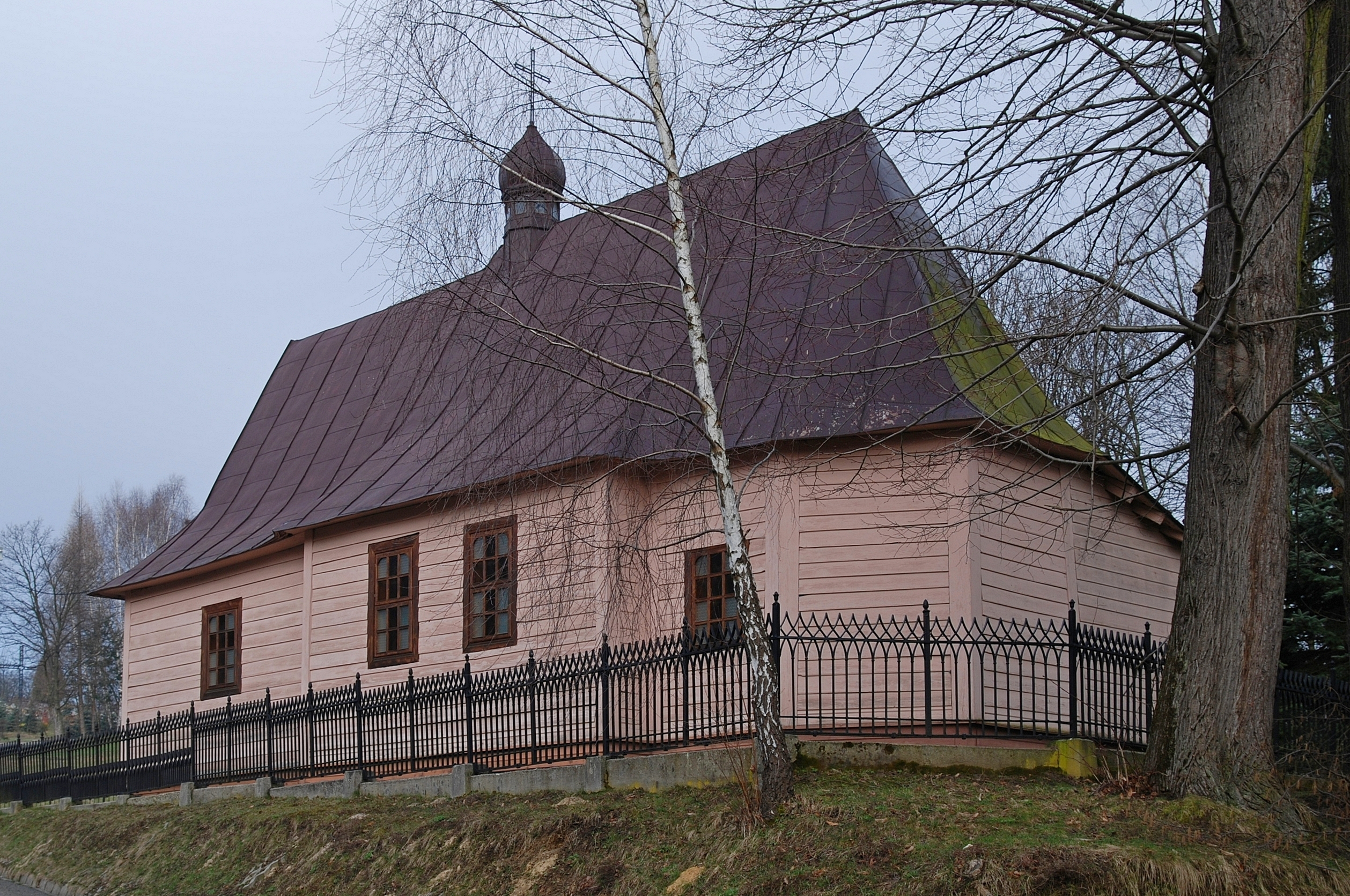
Widok od strony wschodniej